# 箸別車站
箸別站（日语：／ Hashibetsu eki */?）是位於北海道增毛郡增毛町箸別，隸屬於北海道旅客鐵道（JR北海道）留萌本線，已廢除的鐵路車站。電報略號為ハヘ。
名稱源自阿伊努語的「pas-pet」（煤炭的河流）或「has-pet」（有灌木的河流）。

## 歷史
- 1963年（昭和38年）12月1日 - 日本國有鐵道留萌本線舍熊車站至增毛車站之間，開設箸別臨時車站（仮乗降場）。只處理旅客業務。
- 1987年（昭和62年）4月1日 - 由於國鐵分割民營化，車站由JR北海道管理，並升格為箸別站。
- 1990年（平成2年）3月10日 - 制定營業距離。
- 2016年（平成28年）12月5日 - 由於留萌車站至增毛站路段被廢除，本站正式廢站[2][3]。

## 車站構造
廢站時為1面1線的地面車站。木製的側式月台位於路軌的北方（增毛方向的右方）。沒有設置轉轍器的棒線車站。
由成為臨時車站開始已經是無人車站，月台的東方設有候車室。候車室外觀與朱文別站及阿分站相似，但內部有使用混凝土進行加工。沒有廁所，深川方向的斜路連接著車站外的道路。

## 載客量
- 1992年的每天載客量為8人，每天上下車乘客量為16人。
- 2011年至2015年度平均每天載客量少於1人[4]。

## 車站周邊

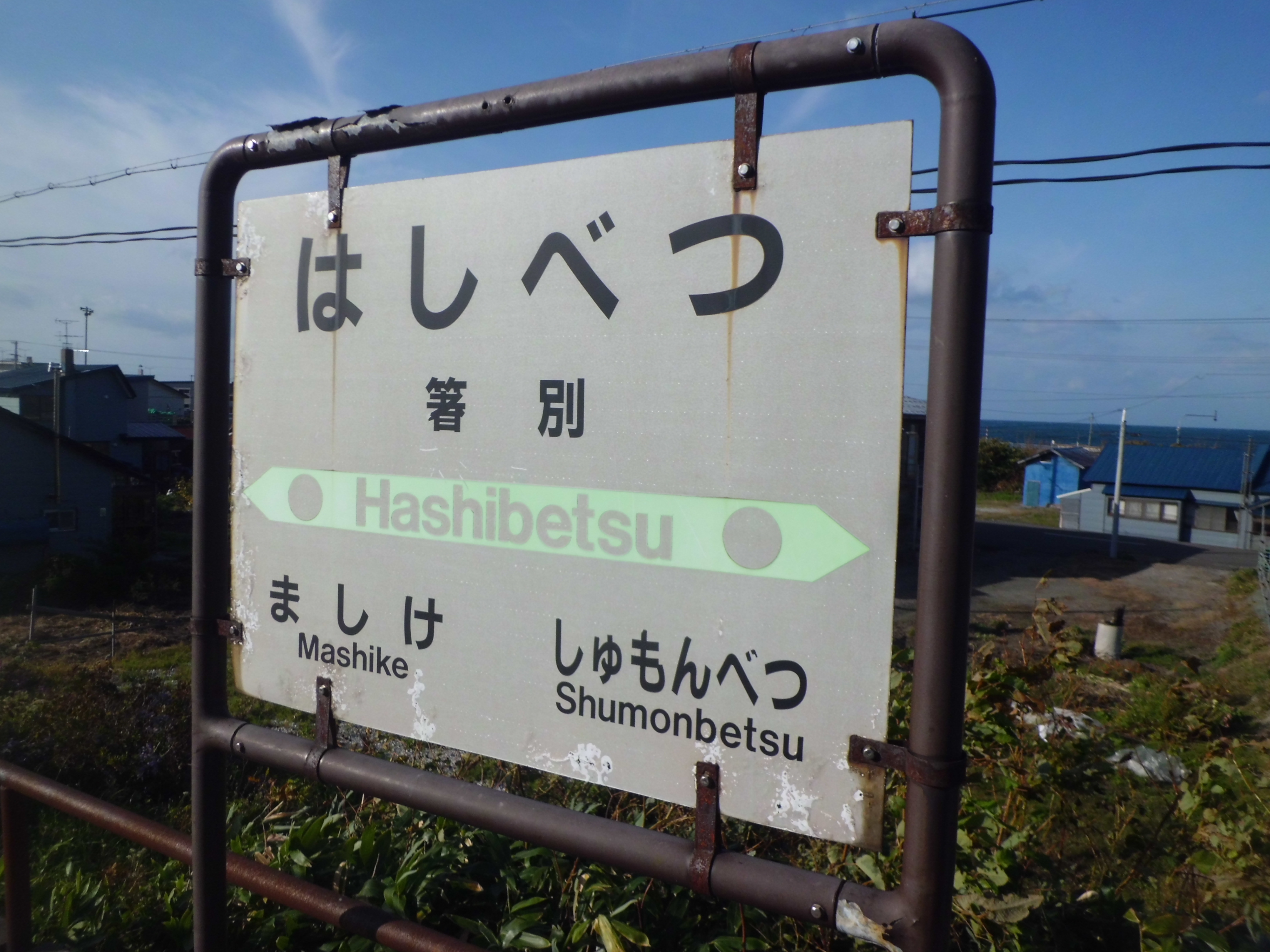
站名標誌牌

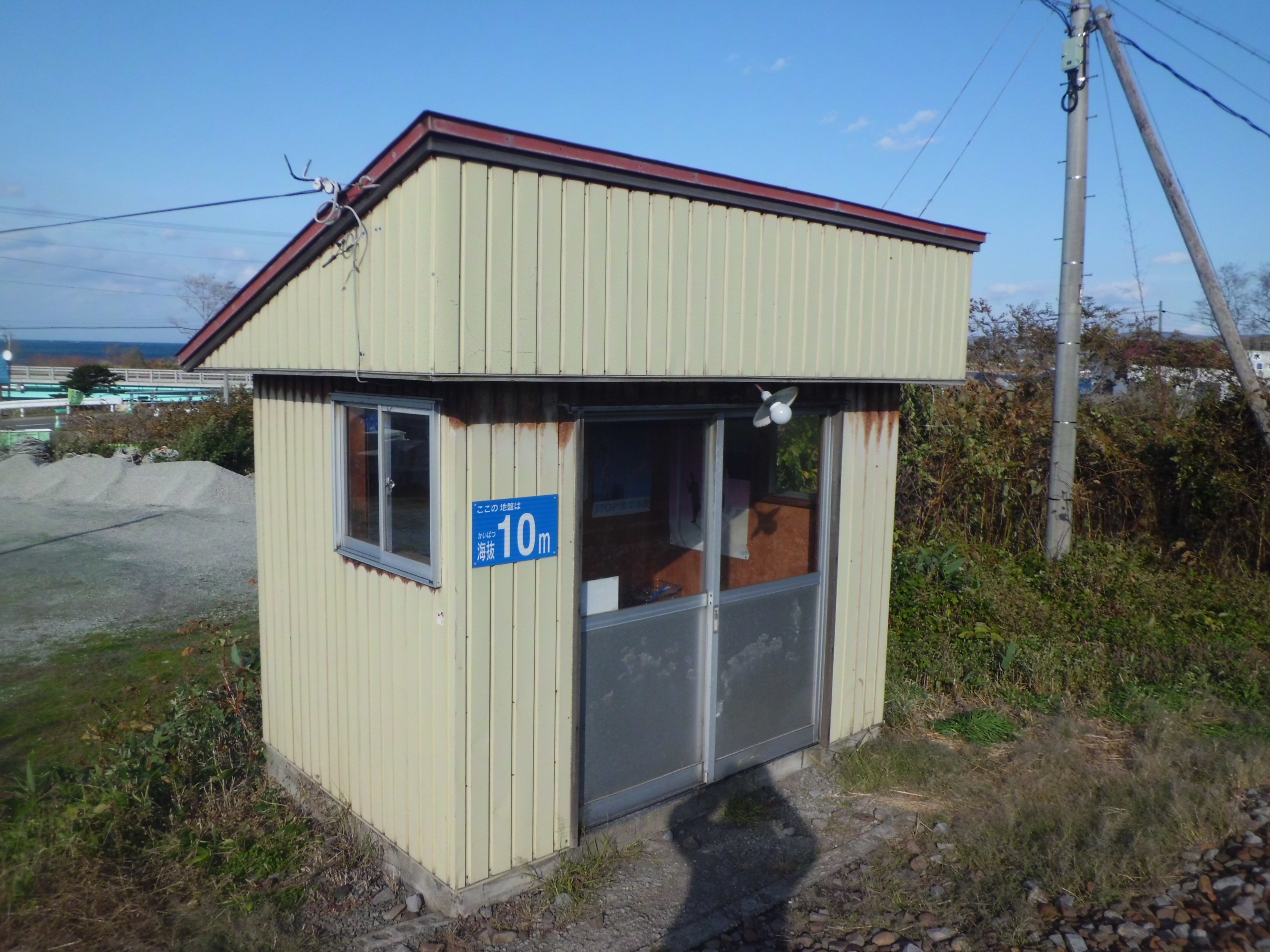
候車室

- 國道231號（日语：国道231号）（U-LO-LON線）
- 箸別簡易郵局
- 暑寒別岳登山運動箸別小徑入口
- 箸別川
- 沿岸巴士「第一箸別」車站

## 相鄰車站
北海道旅客鐵道
留萌本線
朱文別－箸別－增毛

## 外部連結
- 箸別站（JR北海道旭川分社）
- 互聯網檔案館存檔